# Триатлон на Европским играма 2015.
Такмичење у триатлону на 1. Европским играма у 2015. одржано је у главном граду Азербејџана, Бакуу од 13. до 14. јуна на плажи Биглах. Такмичило се у мушкој и женској конкуренцији. Учествовало је 105 такмичара (57 мушкараца и 48 жена).

## Квалификације
Максимално 12 НОК (Национални олимпијски комитет) може квалификовати по троје учесника по дисциплини, а остали максимум по двоје учесника по дисциплини. Три квоте су додељене првих 12 земаља које су имале троје квалигикованих учесника, кроз процес квалификација.

## Квалификације за ЛОИ 2016.
Триатлон је један од спортова где учесници могу испунити квоту за учешће на Летњим олимпијским играма 2016. У случају триатлону, победник у свакој категорији ће обезбедити место за учњшће на Играма.

## Земље учеснице
Учествовало је 105 такмичара (57 мушкараца и 48 жена) из 36 земаља.
1. Азербејџан (3)
2. Аустрија (1)
3. Белгија (4)
4. Белорусија (1)
5. Бугарска (2)
6. Грчка (3)
7. Данска (1)
8. Естонија (2)
9. Израел (3)
10. Ирска (3)
11. Италија (5)
12. Летонија (1)
13. Литванија (1)
14. Луксембург (1)
15. Малта (2)
16. Мађарска (5)
17. Немачка (2)
18. Норвешка (3)
19. Пољска (5)
20. Португалија (5)
21. Румунија (2)
22. Русија (6)
23. Словачка (4)
24. Словенија (2)
25. Србија (1)
26. Турска (3)
27. Уједињено Краљевство (4)
28. Украјина (6)
29. Финска (1)
30. Француска (4)
31. Холандија (2)
32. Хрватска (3)
33. Чешка (5)
34. Швајцарска (2)
35. Шведска (1)
36. Шпанија (5)

## Календар такмичења
| ЦО | Церемонија отварања | 1 | Финале такмичења | ЦЗ | Церемония затварања |

| јун      | јун      | 12 Пт | 13 Сб | 14 Вс | 15 Пн | 16 Вт | 17 Ср | 18 Чт | 19 Пт | 20 Сб | 21 Вс | 22 Пн | 23 Вт | 24 Ср | 25 Чт | 26 Пт | 27 Сб | 28 Вс | Медаље |
| -------- | -------- | ----- | ----- | ----- | ----- | ----- | ----- | ----- | ----- | ----- | ----- | ----- | ----- | ----- | ----- | ----- | ----- | ----- | ------ |
| Триатлон | Триатлон | ЦО    | 1     | 1     |       |       |       |       |       |       |       |       |       |       |       |       |       | ЦЗ    | 2      |

## Освајачи медаља
| Дисциплина                  |                                      |                                |                               |
| Мушкарци појединачно детаљи | Гордон Бенсон · Уједињено Краљевство | Жоао Педро Силва · Португалија | Ростислав Певцов · Азербејџан |
| Жене појединачно детаљи     | Никола Шпириг · Швајцарска           | Рахел Кламер · Холандија       | Лиса Норден · Шведска         |

## Биланс медаља
|            | Држава               |   |   |   |   |
| ---------- | -------------------- | - | - | - | - |
| 1          | Уједињено Краљевство | 1 | 0 | 0 | 1 |
| 1          | Швајцарска           | 1 | 0 | 0 | 1 |
| 1          | Португалија          | 0 | 1 | 0 | 1 |
| 1          | Холандија            | 0 | 1 | 0 | 1 |
| 1          | Шведска              | 0 | 0 | 1 | 1 |
| 1          | Азербејџан           | 0 | 0 | 1 | 1 |
| Укупно (6) | Укупно (6)           | 2 | 2 | 2 | 6 |